# أدولف فون هارناك
غوستاف أدولف فون هارناك (بالألمانية: Adolf von Harnack)‏ (ولد هارناك ؛ 7 مايو 1851   - 10 يونيو 1930) كان اللاهوتي اللوثرية البلطيق الألماني ومؤرخ الكنيسة البارزين. أنتج العديد من المنشورات الدينية في الفترة من 1873 إلى 1912 (والتي يُشار إليها أحيانًا باسم أدولف هارناك ). تم توحيده (مع إضافة فون إلى اسمه) في عام 1914.
تتبع هارناك تأثير الفلسفة الهلنستية على الكتابة المسيحية المبكرة ودعا المسيحيين للتشكيك في صحة العقائد التي نشأت في الكنيسة المسيحية الأولى. لقد رفض تاريخ إنجيل يوحنا لصالح الأناجيل السينوبتيكية، وانتقد عقيدة الرسل، وعزز الإنجيل الاجتماعي.
في القرن التاسع عشر، ازدهرت الانتقادات العالية في ألمانيا، حيث وضعت المنهج التاريخي النقدي كمعيار أكاديمي لتفسير الكتاب المقدس وفهم يسوع التاريخي. يعد عمل هارناك جزءًا من رد الفعل على توبنجن، ويمثل إعادة تقييم للتقاليد.
إلى جانب أنشطته اللاهوتية، كان هارناك منظمًا متميزًا للعلوم. لعب دورًا مهمًا في تأسيس جمعية القيصر فيلهلم جيزيلشافت وأصبح أول رئيس لها.

## السيرة الشخصية
ولد في دوربات (تارتو حاليًا) في ليفونيا (التي كانت آنذاك إحدى مقاطعات روسيا، والآن هي تابعة لإستونيا)، وكان والده ثيودوسيوس هارناك أستاذًا في علم اللاهوت الرعوي هناك.
تزوج «أمالي ثيرش» في 27 ديسمبر 1879. أصبحت ابنتهما «أغنيس فون زان-هارناك» ناشطة في الحركة النسائية.
درس هارناك في جامعة دوربات الإمبراطورية المحلية (1872-1869) وفي جامعة لايبزيغ، حيث حصل على شهادته؛ وبعد ذلك بوقت قصير، في عام 1874، بدأ يلقي محاضرات بصفته أستاذًا جامعيًا. جذبت هذه المحاضرات، التي تناولت مواضيع خاصة مثل الغنوصية ونهاية العالم، اهتمامًا كبيرًا، وفي عام 1876، عُيّن أستاذًامشاركًا. في العام نفسه، وبالاشتراك مع أوسكار ليوبولد فون غيبارت وثيودور زان، بدأ بنشر نسخة من أعمال الآباء الرسوليين، باتروم أبوستوليكوروم أوبرا، وظهرت نسخة أصغر منها في عام 1877. 
في عام 1879، استُدعي إلى جامعة جيسن كأستاذ مثبّت لتاريخ الكنيسة. وهناك تعاون مع غيبارت في نصوص ودراسات على تاريخ الأدب المسيحي الأول (1882)، وهي صحيفة دورية غير منتظمة، تضم مقالات في مجالات العهد الجديد والآبائيات فقط. في عام 1881 نشر عملًا عن الرهبانية: الرهبانية- نماذجها وأفكارها (الطبعة الخامسة في عام 1900، والترجمة الإنجليزية عام 1901)، وأصبح محررًا مشاركًا مع إميل شورر في صحيفة الأدب اللاهوتي.
في عام 1885، نشر المجلد الأول من  كتاب تاريخ العقيدة (صدرت الطبعة الثالثة في ثلاثة مجلدات 1898-1894؛ والترجمة الإنجليزية في سبعة مجلدات 1899-1894). تتبع هارناك في هذا العمل صعود العقيدة، والتي فهمها على أنها النظام العقائدي الرسمي للكنيسة، وتطورها من القرن الرابع وحتى الإصلاح البروتستانتي. اعتبر هارناك أن كلًا من الإيمان المسيحي والفلسفة اليونانية –منذ أوائل بداياتهما- كانا متداخلَين جدًا لدرجة أن ذلك النظام الناتج قد تضمن الكثير من المعتقدات والممارسات التي لم تكن مسيحية في أصلها. لذلك، فإن البروتستانتيين ليسوا أحرارًا بانتقاد النظام فحسب، بل ملزمين بذلك. يمكن فهم البروتستانتية على أنها رفض لهذه العقيدة وعودةٌ إلى الإيمان النقي الذي ميز الكنيسة الأصلية. ظهر ملخص للكتاب في عام 1889 بعنوان  موجز تاريخ العقيدة (الطبعة الثالثة، 1898).
في عام 1886، استُدعي هارناك إلى جامعة ماربورغ، واستُدعي في عام 1888 إلى برلين، وذلك رغم المعارضة العنيفة من قبل سلطات الكنيسة المحافظة. في عام 1890، أصبح عضوًا في أكاديمية العلوم. في برلين، وضد إرادته إلى حد ما، دخل في جدال حول العقيدة الرسولية، التي تجلت فيها الخصومات الحزبية داخل الكنيسة البروسية. كان هارناك يرى أن العقيدة تضم أشياء زائدة وأشياء ناقصة بالشكل الذي لا يسمح لها أن تكون اختبارًا مرضيًا للمرشحين على سر الكهنوت؛ وكان يفضل قانونًا أكثر إيجازًا للإيمان والذي يمكن تطبيقه بشكل صارم على الجميع (راجع كتابه العقيدة الرسولية: تقرير تاريخي مع مقدمة وكلمة أخيرة،1892).

## روابط خارجية
- أدولف فون هارناك على موقع الموسوعة البريطانية (الإنجليزية)